# Ellen Ströbäck
Ellen Louisa Elisabet Persson Ströbeck, senare Jacobsson, född 16 januari 1887 i Kristianstad, död där 10 april 1962, var en svensk skådespelare. Hon var en av den svenska filmens första stjärnor, med ett gage på 7 kr/dag, och utgjorde med Georg Dalunde ett av svensk films första kärlekspar, i Carl Engdahls Värmlänningarne (1910). Hon var gift med skådespelaren Gotthard Jacobsson.

## Filmografi
- 1910 – Värmlänningarne
- 1910 – Fänrik Ståls sägner
- 1938 – Med folket för fosterlandet